# Писац у свом рају
Писац у свом рају: тридесет великих писаца који су били библиотекари (есп. El escritor en su paraíso) је књига о писцима-библиотекарима аутора Анхела Естебана (есп. Ángel Esteban) (1963) објављена 2014. године. Српско издање објавила је издавачка кућа "Дерета" из Београда 2016. године у преводу Весне Видаковић.

## О аутору
Анхел Естебан је рођен у Сарагоси 1963. године. Докторирао је на Катедри за шпански језик. Професор је хиспаноамеричке књижевности на Универзитету у Гранади и гостујући предавач на више од тридесет универзитета у Америци, Европи и Азији.

## О књизи
Анхел Естебан је у књизи приказао књижевнике који су били управници, библиотекари или архивисти и који су проводили дуге сате у читању и истраживању. Писци-библиотекари се разликују по судбинама, анегдотама и митовима који су се ткали око њих, времену и географском простору коме су припадали.
Време коме су припадали захвата период од 16. до 21. века, и простору 15 земаља Америке и Европе, од Буенос Ајреса преко Лондона, Мадрида па све до руских далеких предела.
Књига садржи предговор на десет страна Мариа Варгаса Љосе једног од библиотекара из ове књиге. Љоса је открио да је велики део својих дела написао у кафанама, баровима, али пре свега и у библиотекама. Отуда његова чувена реченица:
| „ | Рај сам увек замишљао као некакву библиотеку. | ” |

## Писци - библиотекари
У поднаслову књиге стоји да је приказано тридесет великих писаца који су били библиотекари. Јакоб и Вилхелм Грим су стављени у књизи под једну особу, те је у књизи приказано укупно 31 писац - библиотекар.
Писци у свом рају су:
1. Хорхе Луис Борхес (Аргентина, 1899-1986)
2. Жорж Батај (француска, 1897-1962)
3. Марио Варгас Љоса (Пери, 1936)
4. Шарл Перо (Француска, 1628-1703)
5. Ђакомо Казанова (Италија, 1725-1798)
6. Јохан Волфганг фон Гете (Немачка, 1749-1832)
7. Јакоб Грим (Немачка, 1785-1863)
8. Вилхелм Грим (Немачка, 1786-1859)
9. Луис Керол (Енглеска, 1832-1898)
10. Јохан Кристијан Фридрих Хелдерлин (Немачка, 1770-1843)
11. Марсел Пруст (француска, 1871-1942)
12. Роберт Музил (Аустрија, 1880-1942)
13. Аугуст Стринберг (Шведска, 1849-1912)
14. Рикардо Палма (Перу, 1833-1919)
15. Хуан Карлос Онети (Уругвај, 1909-1994)
16. Александар Солжењицин (Русија, 1918-2008)
17. Стивен Кинг (САД, 1947)
18. Роберт Бартон (Енглеска, 1577-1640)
19. Рубен Дарио (Никарагва, 1867-1916)
20. Реиналдо Аренас (Куба, 1943-1990)
21. Жорж Перек (Француска, 1936-1982)
22. Бенито Аријас Монтано (Шпанија, 1527-1598)
23. Хуан Еухенио Харценбуш (Шпанија, 1806-1880)
24. Бартоломе Хосе Гаљардо (Шпанија, 1776-1852)
25. Леанрдо Фернандез де Моратин (Шпанија, 1760-1828)
26. Глорија Фуертес (Шпанија, 1917-1998)
27. Пол Грусак (Аргентина, 1848-1929)
28. Мартин Луис Гузман (Мексико, 1887-1976)
29. Марселино Менендес Пелајо (Шпанија, 1856-1912)
30. Еухенио Д‘орс (Шпанија, 1882-1954)
31. Хосе Васконселос (Мексико, 1882-1959)